# هوتندورف
هوتندورف (به آلمانی: Hottendorf) یک منطقهٔ مسکونی در آلمان است که در گراده‌لگن واقع شده‌است. هوتندورف  ۲۶۷ نفر جمعیت دارد.